# Macaranga heterophylla
Macaranga heterophylla är en törelväxtart som först beskrevs av Johannes Müller Argoviensis, och fick sitt nu gällande namn av Johannes Müller Argoviensis. Macaranga heterophylla ingår i släktet Macaranga och familjen törelväxter. Inga underarter finns listade i Catalogue of Life.